# Chiesa di Sant'Ilario a Settimo
La chiesa di Sant'Ilario è un edificio sacro si trova nel comune di Lastra a Signa.

## Storia e descrizione
La rustica chiesetta, situata in una zona dove un contenuto sviluppo edilizio permette di godere ancora di un paesaggio intessuto di antiche case e torri, risale al XII secolo. L'interno della chiesa, ad aula unica, ha una copertura a capriate realizzato fra il XV e il XVI secolo. Da segnalare, ancora nell'interno, un dipinto attribuito a un ignoto pittore fiorentino della scuola di Matteo Rosselli che raffigura Dio Padre tra i Santi Francesco e Ilario di Poitiers.
Nel Medioevo era legata al patronato dei Rinucci.
A fianco della chiesa si trova la Compagnia di Sant'Antonio abate, santo legato alla campagna e agli animali, fondata nel 1577: l'ambiente è interamente decorato di affreschi e stucchi del Settecento dell'ambito di Vincenzo Meucci.
Il campanile del 1888 è stato restaurato nel 1935.